# ウラル・ユカギール語族
ウラル・ユカギール語族（ウラル・ユカギールごぞく、Uralic-Yukagir languages）とはウラル語族とユカギール語族を同系統とする仮説に基づく語族。ウラロ・ユカギール語族（Uralo-Yukaghir）ともいう。

## 共通する特徴
ウラル語族もユカギール語族は文法が似ており、ともに膠着語に属す。ウラル語族に特徴的な要素に、否定動詞の存在があるが、ホルガー・ペデルセンはユカギール語にも否定動詞が存在するとした。また人称代名詞は両語で共通している。
ユカギール語族はウラル語族の中でも特にサモエード語派に近いとの見方もある。

## 他語族との関係
人称代名詞の点ではインド・ヨーロッパ語族と類似するためインド・ウラル語族に含まれるとの見方もある。いっぽうで、チュクチ・カムチャツカ語族やエスキモー・アレウト語族とともにウラル・シベリア語族に含まれるとする見方もある。

## 人称代名詞の比較
| 意味                        | ユカギール祖語                               | ウラル祖語                                      | インド・ヨーロッパ祖語                                             |
| --------------------------- | -------------------------------------------- | ----------------------------------------------- | ------------------------------------------------------------------ |
| 'I, me' (一人称単数)        | met                                          | *mun, *mina                                     | *egom (主格) *mene (属格)                                          |
| 'you' (ニ人称単数)          | tet                                          | *tun, *tina                                     | *tu (主格) *tewe (属格)                                            |
| 'this', 'that' (指示代名詞) | tiŋ (Tundra), tuŋ (Kolyma) 'this' taŋ 'that' | *tä 'this' *to 'that'                           | *to- 'this, that'                                                  |
| 'who?, what?' (疑問代名詞)  | kin 'who?' (Kolyma)                          | *ki ~ *ke ~ *ku ~ *ko 'who?, what?' *ken 'who?' | *kʷi- ~ *kʷe- ~ *kʷo- 'who?, what?' *kʷi/e/o- + *-ne 'who?, what?' |

（英語版より）

## 含まれる語派
- フィン・ウゴル語派
- サモエード語派
- ユカギール語派

## 原郷
「ウラル・ユカギール語族」が成立する場合、その原郷はシベリア東部と考えられており、ウラル・ユカギール祖語からウラル祖語とユカギール祖語が分岐した後、ウラル祖語が西へ移動してオビ川とエルティシ川の間でフィン・ウゴル祖語とサモエード祖語に分岐したとされる。
また、近年の古人骨の遺伝子調査でウラル語族に関連するY染色体ハプログループN1の古いパラグループが遼河文明時代の人骨から高頻度で観察されたことから、新たな原郷の可能性として遼河地域が浮上している。Y染色体ハプログループN1はユカギール人など北東シベリア極北部でも高頻度であり、ユカギール語族も合わせたウラル・ユカギール語族の原郷として遼河地域が想定できる可能性がある。ウラル語族と関連する櫛目文土器も遼河文明から最も古くに発見されている。